# Dean Falková
Dean Falková (* 25. června 1944) je americká antropoložka a paleoneuroložka, zabývající se vývojem mozku a vědomí vyšších primátů. Pracuje jako profesorka antropologie na Floridské státní univerzitě.
Poté, co byly roku 2003 na indonéském ostrově Flores nalezeny 18 000 let staré kosterní pozůstatky hominida nazvaného Homo floresiensis, populárně též „Hobit“, rozhořel se mezi vědci spor o to, zda se jedná o nový druh nebo jde o pygmejskou formu současného člověka, případně člověka trpícího mikrocefalií. Roku 2005 Falková se svým týmem publikovala studii, která podpořila teorii nového druhu.
Protože řada vědců zůstala nepřesvědčena, Falková se svým týmem porovnala pomocí snímků počítačové tomografie tvar lebky hominida, označovaného podle místa (jeskyně Liang Bua) a pořadí nálezu jako LB1, s tvary lebek 9 mikrocefaliků a 10 zdravých současných lidí. Také podle závěrů této studie se nejedná o mikrocefalického jedince druhu Homo sapiens, ale o nový druh. Přesto spor o identitu hominidů z ostrova Flores nadále pokračuje.